# Medicinarspexet
För spexet i Göteborg, se Medicinarspexet (Göteborg).
Medicinarspexet MESK, tidigare Medicinska Föreningens i Umeå Spexkommitté, är det äldsta spexet vid Umeå universitet. Den första föreställningen Aladdin 1983 har följts av nya spex varje höst med undantag från år 2020 och 2021. Från 1995 till 2014 sattes dessa upp på Sagateatern i Umeå. Hösten 2015 sätts spexet för första gången upp på Vävenscenen. Föreningens aktiva består huvudsakligen av medlemmar i Medicinska studentkåren vid Umeå universitet som studerar till läkare, biomedicinare, sjuksköterska, arbetsterapeuter, logopeder samt övriga program under Medicinska Fakulteten. Likt systerföreningen Umespexarna kan alla studenter oavsett fakultet delta i produktionen. MESK följer den lundensiska traditionen med orimmade spex och har ett förhållandevis modernt musikval.

## Spexen
- 1983 Aladdin
- 1984 Hippokrates
- 1985 Sherlock
- 1986 Ivanhoe
- 1987 Mata Hari
- 1988 Napoleon
- 1989 Leonardo
- 1990 Nefertiti
- 1991 Snorre
- 1992 Nils Dacke
- 1993 Amundsen & Scott
- 1994 Capone
- 1995 Lajka
- 1996 Karl XII
- 1997 Mylady
- 1998 Robin Hood
- 1999 Lincoln
- 2000 Dr Livingstone förmodar jag?
- 2001 En svensk tiger
- 2002 Elvis - the spexet
- 2003 Bikini
- 2004 Troja
- 2005 Vikingablod
- 2006 Mozart
- 2007 Attilla
- 2008 Aida
- 2009 Transsylvanien
- 2010 Banksy
- 2011 Mary Stewart - Drottning av Skottland
- 2012 Skattkammarön
- 2013 Dr Jekyll & Mr Hyde
- 2014 Den gudomliga komedin
- 2015 Alice i Underlandet
- 2016 Bell
- 2017 Trollkarlen från Oz
- 2018 Mulan
- 2019 Fantomen på Operan
- 2022 Det stora tågrånet
- 2023 Bonsoir beau masque
- 2024 Roald Dahl